# Band Paraná
Band Paraná é uma emissora de televisão brasileira sediada em Curitiba, capital do estado do Paraná. Opera no canal 2 (38 UHF digital) e é uma emissora própria da Band. Pertence ao Grupo Bandeirantes de Comunicação, em sociedade com o Grupo JMalucelli, e sua cobertura abrange 67 municípios do estado.

## História
A concessão para a quarta emissora de televisão de Curitiba foi outorgada pelo presidente João Figueiredo em 24 de outubro de 1979, após concorrência pública, a uma sociedade entre o Grupo Bandeirantes de Comunicação e o empresário João Milanez, proprietário da TV Tarobá de Cascavel. Uma vez que a Band já tinha como afiliada a TV Paraná, pertencente às Organizações Martinez, a rede decidiu prosseguir com a parceria e firmou um acordo especial para o uso de suas instalações, em especial, de um transmissor preparado para uso apenas no canal 2 VHF. Isso levou os proprietários a requererem junto ao DENTEL a alteração de características técnicas da estação, que havia sido aprovada originalmente para o canal 9 VHF (este por sua vez, só veio a ser utilizado a partir de 1987 pela atual TV Paraná Turismo).
A TV Curitiba foi inaugurada em 22 de julho de 1982, às 19h, com um coquetel para vários convidados no Buffet Cormoran, dentre eles autoridades como o político Ney Braga, que descerrou a fita de inauguração da emissora com João Milanez, o prefeito Jaime Lerner, o governador José Hosken de Novais, o ministro das comunicações Euclides Quandt de Oliveira, além de deputados federais e estaduais. A emissora tinha uma programação independente, com sobras da programação da Band e programas educativos produzidos pela TV Cultura e pela TVE. Em abril de 1984, passou a retransmitir a programação da Rede Manchete, afiliação que durou até 13 de julho de 1986, quando a rede passou a ser repetida pela TV Independência, e a TV Curitiba voltou a ter uma programação independente a partir do dia seguinte.
Em 1990, Milanez vendeu a sua parte na TV Curitiba para o empresário Joel Malucelli, proprietário do Grupo JMalucelli. A nova gestão promoveu diversas modificações na emissora, como a construção de estúdios próprios, deixando a condição de inquilina da TV Paraná. Com o fim do contrato entre a Band e a TV Paraná, que migrou para a Rede Record, a TV Curitiba pôde enfim assumir a condição de emissora própria da rede em 2 de junho de 1991, tornando-se TV Bandeirantes Curitiba.
A emissora passou a retransmitir a nova programação desde as primeiras horas do dia, simultaneamente com o canal 6, mas sua estreia oficial se deu às 21h, com a reprise do programa Crítica & Autocrítica, que teve como convidado o então governador paranaense Roberto Requião. A entrevista havia sido exibida uma semana antes pela Band, mas foi censurada por sua antiga afiliada devido a desavenças políticas entre Requião e seu proprietário, José Carlos Martinez. Na mesma semana, em 7 de junho, foi inaugurada a sede própria da emissora no bairro do Pilarzinho.
Em janeiro de 2015, a RPC (afiliada Rede Globo) sublicenciou os direitos de transmissão do Campeonato Paranaense para a Band. Em 19 de junho de 2019, a emissora passou a se chamar Band Paraná.

## Sinal digital
| Canal virtual | Canal digital | Resolução de tela | Programação                                 |
| ------------- | ------------- | ----------------- | ------------------------------------------- |
| 2.1           | 38 UHF        | 1080i             | Programação principal da Band Paraná / Band |

A emissora inciou suas transmissões digitais em 11 de junho de 2010, dia da abertura da Copa do Mundo FIFA de 2010, pelo canal 38 UHF para Curitiba e áreas próximas. Desde 2014, a emissora passou a exibir 100% da sua programação local em alta definição.

### Transição para o sinal digital
Com base no decreto federal de transição das emissoras de TV brasileiras do sinal analógico para o digital, a então Band Curitiba, bem como as outras emissoras de Curitiba, cessou suas transmissões pelo canal 2 VHF em 31 de janeiro de 2018, seguindo o cronograma oficial da ANATEL.